# Patna (East Ayrshire)
Pour l’article homonyme, voir Patna.
Patna est un village situé dans l’East Ayrshire, en Écosse.